# Kamień runiczny z Kingittorsuaq

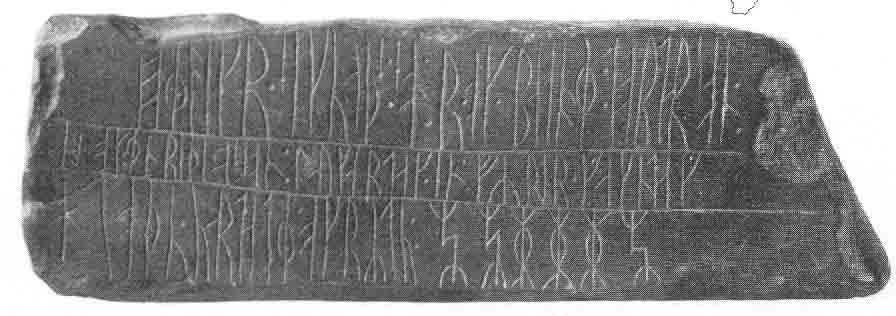
Kamień runiczny z Kingittorsuaq

Kamień runiczny z Kingittorsuaq (Gr 1) – pochodzący z Grenlandii niewielki kamień runiczny, znajdujący się obecnie w zbiorach Muzeum Narodowego w Kopenhadze.
Zabytek został odnaleziony w 1824 roku na niewielkiej, niezamieszkanej wysepce Kingittorsuaq u zachodnich wybrzeży Grenlandii. Kamień mierzy zaledwie 10 cm długości. Napis został wyryty przez trzech normańskich myśliwych, którzy zapuścili się aż pod 73° szerokości geograficznej północnej, daleko na północ od osad ludzkich. Jego treść głosi: 
÷ el=likr * sikuaþs : so=n:r * ok * baan=ne : torta=r son : ¶ ÷ ok enriþi * os son : laukardak*in : fyrir * gakndag ¶ hloþu * ua=rda te * ok rydu : ??????
co znaczy:
Erling syn Sighwata, Bjarni syn Thordha i Eindridhi syn Odda w sobotę przed dniem walki wznieśli ten pagórek i utorowali drogę...
Wspomniany w tekście „dzień walki” to data 25 kwietnia. Napis zakończony jest siedmioma zaszyfrowanymi runami, którymi zdaniem badaczy najprawdopodobniej zapisano rok sporządzenia inskrypcji: 1333.